# Tim Moore (actor)
Tim Moore (Rock Island (Illinois), Estados Unidos, 9 de diciembre de 1887-Los Ángeles, 13 de diciembre de 1958) fue un célebre actor cómico y de vodevil de nacionalidad estadounidense. Su mayor fama llegó gracias al papel de George "Kingfish" Stevens en la serie televisiva de la CBS Amos 'n' Andy.

## Biografía

### Primeros años
Nacido en Rock Island, Illinois (Estados Unidos), su verdadero nombre era Harry Roscoe Moore, y era uno de los trece hijos de Harry y Cynthia Moore. Hijo del vigilante nocturno de una cervecería, Moore hubo de abandonar la enseñanza secundaria para hacer trabajos diversos en la ciudad, incluso bailando en las calles con su amigo Romeo Washburn a fin de conseguir dinero.
En 1898, Moore y Washburn trabajaron en un número de vodevil titulado "Cora Miskel and Her Gold Dust Twins." Fue entonces contratado por agentes artísticos, y viajó por los Estados Unidos, e incluso por el Reino Unido. En el año 1904, el número fue interpretado en el Ringling Brothers and Barnum & Bailey Circus. Según Moore y Washburn se hacían mayores, el número fue perdiendo efectividad, y Miss Miskel los mandó de vuelta con sus padres en Rock Island. Poco después de ello, Moore se juntó al medicine show del "Doctor Mick", un charlatán que vendía un remedio llamado "Puritia." El Doctor Mick viajaba por los estados del Medio Oeste, con canciones y bailes interpretados por Moore y cuatro indios Kikapú.

### Boxeo y años de vodevil

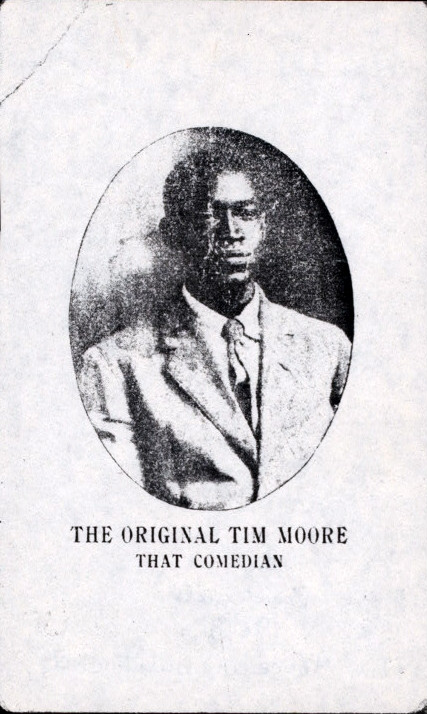
Foto de Tim Moore en su juventud

Moore dejó al Doctor Mick, trabajando como palafrenero y más tarde como jockey. También intentó hacerse boxeador. Sin embargo, volvió a la actuación en 1906, con un grupo de ministril llamado "The Rabbit's Foot Company." En 1908 había vuelto al vodevil y se había casado con su primera esposa, Hester. Ambos actuaban juntos como "The Moores - Tim & Hester", tanto en los Estados Unidos como fuera del país. En 1910, formaban parte de un número llamado los Four Moores. Posteriormente actuaron en el "Georgia Sunflowers," un espectáculo ministril representado en el circuito sureño de vodevil. Los Moore consiguieron unas críticas entusiastas, Hester como cantante, y Tim como cómico. En 1914 el matrimonio formaron parte de un espectáculo llamado Tim Moore and Tom Delaney & Co. La pareja viajó por China, Japón, Australia, Nueva Zelanda, las islas Fiyi y Hawái con un grupo de vodevil. Ambos se separaron en 1915, y después Moore se casó con una actriz de vodevil llamada Gertrude.
Él volvió al boxeo con el apodo de "Young Klondike", entrenando en Nueva Zelanda, peleando allí y en Australia, Inglaterra, y Escocia. Antes, y con el nombre de "Kid Klondike", había boxeado en los Estados Unidos, siendo algunos de sus oponentes Jack Johnson y Sam Langford.
Moore también se inició en el cine en 1915, interpretando a un ególatra músico en His Inspiration. Moore también se hizo conocido por su espectáculo en solitario Uncle Tom's Cabin, en el que hacía los papeles de Simon Legree y Tío Tom, aplicando yeso a la mitad de la cara, y corcho quemado a la otra mitad. A fin de recaudar fondos para la venta de sellos de guerra, en 1918 Moore llegó a representar su show en la calle.
Con unas ganancias de 141,000 dólares conseguidos con el boxeo, en 1921 Moore y su esposa volvieron a dedicarse a tiempo completo al vodevil. Así, formó el grupo Chicago Follies, y fue favorito del circuito de vodevil de la Theater Owners Bookers Association en los años 1920. En 1923, Moore y su esposa fueron coprotagonistas, junto a Sandy Burns, Walter Long, y Bobby Smart, de un film cómico mudo, His Great Chance (North State Films). Al año siguiente, los Moore hicieron vodevil en gira con el espectáculo "Aces and Queens".

### Comediante en Broadway
En junio de 1925, Tim Moore debutó en el circuito de Broadway como protagonista de Lucky Sambo. Sin embargo, el show cerró pasadas unas pocas representaciones. Tuvo éxito en 1926 con Rarin' to Go, tras lo cual siguió en 1927 con The Southland Revue. Moore escribía todo su material, y así lo hizo también con los espectáculos de otros artistas; un número de Moore, titulados Not a Fit Night for Man nor Beast, fue adquirido por W.C. Fields. Además escribió algunos guiones para el programa radiofónico de los Two Black Crows. Por ese motivo, Moore fue llevado a Nueva York para ser contratado por el grupo, pero antes de llevar a cabo la firma, Charles Mack, miembro del grupo cómico, falleció en accidente de tráfico. A pesar de ello, siguió escribiendo sketches, algunos de los cuales formaron parte de las revistas de Lew Leslie "Blackbirds".
En 1928, Moore dejó un tiempo el vodevil para volver a intentar suerte en Broadway. Esta vez consiguió un gran éxito como el humorista estrella de la nueva comedia musical de Lew Leslie, Blackbirds of 1928. Moore trabajó en dicha pieza con las cantantes Adelaide Hall y Aida Ward, y con el renombrado bailarín de claqué Bill Robinson.
En 1931, Moore y el que entonces era su compañero artístico en los números de vodevil, Andrew Tribble, interpretaron uno de sus shows más divertidos en la primera película sonora de Oscar Micheaux, Darktown Revue. Tras un desacuerdo con Lew Leslie, Moore trabajó sin éxito para otros productores en dos revistas en Broadway, Fast and Furious (1931), y The Blackberries of 1932. En la primera, Moore escribió algunos de los sketches junto a su amiga y coprotagonista Zora Neale Hurston. Moore dejó el show en abril de 1932, al rehusar interpretar algunas "líneas sucias". Necesitados el uno del otro, él y Leslie superaron sus diferencias, y Moore retomó su posición como estrella en las revistas Blackbirds de 1934, 1935, 1936, 1937, y 1939. En la última de las Blackbirds (1939), la principal cantante estrella era Lena Horne. El último show de Moore en Broadway fue Harlem Cavalcade (1942), con producción de Ed Sullivan y Noble Sissle.
En los últimos años 1930 y primeros 1940, Moore fue una de los primeros humoristas del Teatro Apollo de Harlem. Sin embargo, también actuó en la radio como actor dramático.
En 1946 fue Bumpsie en el film musical Boy! What a Girl!. También hizo algunas actuaciones en el show televisivo de Ed Sullivan y en el Teatro Apollo, retirándose posteriormente del mundo del espectáculo. Su esposa Gertrude había fallecido en 1934, y Moore se instaló con su tercera mujer, Benzonia Davis Moore (1889–1956), en su ciudad natal, Rock Island. La pareja se había casado en 1941.

### Estrellato televisivo
En 1950, Moore fue recomendado por su viejo amigo del vodevil, Flournoy Miller, para hacer el papel de George "Kingfish" Stevens, un personaje al que había dado voz en la radio el actor blanco Freeman Gosden. CBS le pidió dejar su retiro para protagonizar una adaptación televisiva de Amos 'n' Andy. El Kingfish de Moore dominaba a los más tranquilos y mejor hablados personajes de "Amos 'n' Andy".
Moore fue muy popular gracias al show, y por vez primera en su carrera se hizo una celebridad nacional, siendo el primer afroamericano en llegar al estrellato televisivo. El programa se emitió desde junio de 1951 a junio de 1953. Aunque bastante popular, la serie fue finalmente cancelada por ser acusada de hacer estereotipos étnicos. Poco después de finalizar el show televisivo, hubo planes para convertirlo en un número de vodevil en agosto de 1953, con Moore, Spencer Williams, y Alvin Childress haciendo los mismos papeles. Tras ser cancelada, la serie se emitió en reifusión hasta, cuando las presiones de la National Association for the Advancement of Colored People persuadieron a los propietarios del show a finalizar las emisiones.
En 1956, Moore y sus compañeros, Williams, Childress y Lillian Randolph con su coro, intentaron hacer una gira con actuaciones personales titulada "The TV Stars of Amos 'n' Andy". El show fue frenado por la CBS, al considerar que se infringían los derechos de autor.

### Últimos años
Moore se casó con su última esposa, Vivian Cravens (1912–1988), ocho meses después de fallecer Benzonia; ellos habían trabajado juntos durante un tiempo como pareja cómica antes de casarse en 1957. Este matrimonio saltó a la fama ya que en una discusión familiar Moore disparó un arma, siendo por ello arrestado. A pesar de ello, el matrimonio se reconcilió
A causa de dicho escándalo, Moore volvió a ser un artista solicitado, e incluso recibió una comida homenaje del Friars Club of Beverly Hills, y actuó en The Tonight Show con Jack Paar. Además, la publicidad le valió conseguir un período actuando en el legendario nightclub Mocambo.

### Muerte
Tim Moore falleció en 1958, a causa de una tuberculosis pulmonar, en Los Ángeles, California. Tenía 71 años de edad.
Tras un gran funeral en la Iglesia Bautista Mt. Sinai, fue enterrado en el Cementerio Angelus-Rosedale. Entre los asistentes al funeral figuraban Freeman Gosden, Charles Correll, Spencer Williams, Alvin Childress, Ernestine Wade, Amanda Randolph, Johnny Lee, Lillian Randolph, Sammy Davis, Jr., Eddie Anderson, Andy Razaf, Roy Glenn, Mantan Moreland y Earl Grant.